# مؤسسة يوم أمس
مؤسسة يوم أمس (بالإنجليزية: Yesterday's Enterprise) هي الحلقة 63 من المسلسل التلفزيوني ستار تريك: الجيل القادم. وهي الحلقة الخامسة عشرة من الموسم الثالث، وتم بثها لأول مرة في أسبوع من 19 فبراير 1990. في القصة، يجب على طاقم شركة أوس إنتيربريس (نسك-1701-D) أن يقرر ما إذا كان سيتم إرسال وقت السفر إنتيربريس-C مرة أخرى من خلال الصدع الزمني لتدميره، لمنع التغييرات الضارة في الجدول الزمني.

## روابط خارجية
- مؤسسة يوم أمس على موقع IMDb (الإنجليزية)
- مؤسسة يوم أمس على موقع روتن توميتوز (الإنجليزية)
- مؤسسة يوم أمس على موقع نتفليكس (الإنجليزية)
- مؤسسة يوم أمس على موقع أول موفي (الإنجليزية)